# De regenboog
De regenboog is een single van de Nederlandse zangeres Marianne Weber en zanger Frans Bauer uit 1997. Het stond in hetzelfde jaar als eerste track op het album Frans Bauer & Marianne Weber.

## Achtergrond
De regenboog is geschreven en geproduceerd door Marty Schreijenberg en Emile Hartkamp. Het is een levenslied waarin de liedvertellers zingen over een droom waarin ze met hun geliefde lopen naar een regenboog in de zevende hemel. Het is een van de grootste hits van beide artiesten; het lied verkocht in de eerste week 75.000 keer. De single bestond uit drie nummers; De regenboog en B-kantliedjes Hoor die bouzouki melodie en Wat er overblijft zijn 1000 tranen. Beide zijn door dezelfde liedschrijvers geschreven en op hetzelfde album te vinden. 

## Hitnoteringen
In de hitlijsten van Nederland stond het lied bovenaan. Het piekte vier weken op de eerste plaats van de Mega Top 100 in de vijftien weken dat het in deze lijst stond. Ook in de Top 40 stond het bovenaan, hier voor drie weken. Het stond in totaal twaalf weken in deze lijst. De Vlaamse Ultratop 50 werd niet bereikt, maar het kwam tot de zestiende plaats in de Ultratip 100.

### NPO Radio 2 Top 2000
| Nummer met noteringen in de NPO Radio 2 Top 2000 | '06  | '07 | '08  |
| ------------------------------------------------ | ---- | --- | ---- |
| De regenboog                                     | 1063 | 978 | 1743 |

1. ↑  Een vetgedrukt getal geeft de hoogste notering aan.
2. ↑  2006 was het eerste jaar met een notering voor dit nummer.
3. ↑  Deze tabel is bijgewerkt tot en met de laatste editie (2024).